# Evippe abdita
Evippe abdita är en fjärilsart som beskrevs av Braun 1925. Evippe abdita ingår i släktet Evippe och familjen stävmalar. Inga underarter finns listade i Catalogue of Life.